# 福岡市立東光小学校
福岡市立東光小学校（ふくおかしりつ とうこうしょうがっこう）は、福岡県福岡市東比恵二丁目にある公立小学校。国語のモデル校に指定されている。

## 教育目標
- 自分の力で考え、豊かな心で、たくましく生きる心身ともに健康な子どもの育成

## 沿革
- 1955年(昭和30年) 5月に8教室が完成する。これにより堅粕小学校の分校として5年生全員(7学級)を収容する。
- 1956年(昭和31年) 堅粕小学校から分離し、東光小学校として創立する。
- 2004年(平成16年) 吹奏楽部が西日本こども音楽コンクールにて優秀賞を受賞する。
- 2022年(令和4年)学童保育所(学内での通称”光のルーム”)が校庭に移設。

## 通学区域
博多区の以下の地区。
- 堅粕4丁目（一部）
- 東光1,2丁目
- 東比恵1-4丁目
- 上牟田1-3丁目
- 半道橋2丁目（一部）

博多駅の東側の御笠川右岸から国道3号福岡南バイパスまでの間の地域を校区とし、学校は百年橋通りに接している。福岡空港国際線ターミナル・貨物ターミナルにも近く（校区外）、事業所が多い。
中学校は東光中学校の校区となる。

### 校区内の主な施設
- 福岡市立東光中学校
- 東福岡自彊館中学校・東福岡高等学校
- 麻生工科自動車大学校
- 麻生リハビリテーション大学校
- 福岡市地下鉄空港線 東比恵駅
- 大正製薬九州支店

### 校区が隣接する小学校
- 福岡市立吉塚小学校
- 福岡市立那珂小学校
- 福岡市立春住小学校
- 福岡市立堅粕小学校